# Almajano
Almajano ist ein Ort und eine zur bevölkerungsarmen Serranía Celtibérica gehörende Gemeinde (municipio) mit nur noch 182 Einwohnern (Stand: 2024) in der Provinz Soria im Osten der autonomen Gemeinschaft Kastilien-León in Spanien. 

## Lage
Almajano liegt ca. 16 Kilometer (Fahrtstrecke) nordöstlich der Provinzhauptstadt Soria in einer Höhe von ca. 1055 m. Das Klima ist gemäßigt bis warm; Regen (ca. 522 mm/Jahr) fällt hauptsächlich im Winterhalbjahr.

## Bevölkerungsentwicklung
| Jahr      | 1970 | 1981 | 1991 | 2001 | 2011 | 2021 |
| Einwohner | 280  | 209  | 197  | 183  | 213  | 188  |

Infolge der Mechanisierung der Landwirtschaft, der Aufgabe bäuerlicher Kleinbetriebe und des daraus resultierenden geringeren Arbeitskräftebedarfs ist die Einwohnerzahl seit der Mitte des 20. Jahrhunderts deutlich zurückgegangen.

## Wirtschaft
Grundlage des Lebens und Überlebens der jahrhundertelang als Selbstversorger lebenden Bewohner von Almajano war und ist die Landwirtschaft, zu der natürlich auch die Viehzucht gehört. Einige der leerstehenden Häuser wurden in den letzten Jahrzehnten zu Ferienwohnungen (casas rurales) umgebaut.

## Sehenswürdigkeiten
- Andreaskirche
- Marienkapelle